# 克魯斯米爾 (密蘇里州)
克魯斯米爾（英語：Cruise Mill）是位於美國密蘇里州華盛頓縣的非建制地區。

## 歷史
克魯斯米爾的郵局（名為克魯斯）於1882年設立，其後於1941年停運。

## 地理
克魯斯米爾所處的海拔為高於海平面187米（即614英呎），而該地所採用的時區為UTC-6，即北美中部時區（CST）。同時該地設有夏令時間，為UTC-6調快一小時，即UTC-5（CDT）。